# Michał Szulkin
Michał Szulkin (1908-1992) – polski historyk i pedagog, profesor Uniwersytetu Warszawskiego, brat Pawła Szulkina.

## Życiorys
W 1930 ukończył studia filozoficzne na Uniwersytecie Warszawskim, a w 1961 obronił doktorat. Był wieloletnim wykładowcą UW. W młodości należał do Organizacji Młodzieży Socjalistycznej Życie. Był sekretarzem Polskiego Komitetu Antyfaszystowskiego. Należał do Polskiej Zjednoczonej Partii Robotniczej.

## Wybrane publikacje
- 400 lat walki o szkołę świecką w Polsce. Wybór tekstów i materiałów, Warszawa: Iskry, 1960.
- Antonina Sokolicz, Komitet Obchodu 75 Rocznicy Urodzin A. Sokolicz, 1955.
- Drogi rozwojowe szkolnictwa radzieckiego, Warszawa: Państwowe Zakłady Wydawnictw Szkolnych, 1947.
- Działalność pedagogiczna N. K. Krupskiej. Materiały z sesji, Warszawa: Instytut Polsko-Radziecki, 1960.
- Ewaryst Estkowski. Z dziejów polskiej postępowej myśli wychowawczej, Warszawa: Ludowa Spółdzielnia Wydawnicza, 1954.
- Henryk Szulc, działacz lewicy nauczycielskiej w Polsce, Warszawa: "Nasza Księgarnia", 1964.
- Moskwa. Stolica ZSRR, Warszawa: Spółdzielnia Wydawnicza "Wiedza", 1948.
- N. K. Krupska, wybitny pedagog radziecki, Warszawa: Spółdzielnia Wydawniczo-Oświatowa "Czytelnik", 1948, 1950.
- Od II do III Rzeszy (fakty i dokumenty), Warszawa: "Tom", 1934.
- Polski Związek Nauczycielski 1905-1917. Studium z dziejów postępowego ruchu nauczycielskiego w Polsce, Warszawa: "Nasza Księgarnia", 1968.
- Strajk szkolny 1905 roku, Wrocław: Zakład Narodowy im. Ossolińskich, Komitet Nauk Pedagogicznych Polskiej Akademii Nauk, 1959.
- Wspomnienia o Władysławie Spasowskim, Warszawa: "Nasza Księgarnia", 1961.
- Z dziejów ruchu wolnomyślicielskiego w Polsce 1906-1936, Warszawa: Centralny Ośrodek Doskonalenia Kadr Laickich, 1965.
- Z dziejów socjalistycznej myśli wychowawczej, Warszawa: Wolne Studium Pedagogiczne Towarzystwa Szkoły Świeckiej, dr. 1962.
- Z dziejów socjalistycznej myśli wychowawczej. Próba zarysu, Warszawa: Państwowe Zakłady Wydawnictw Szkolnych, 1966[1].